# باعث الجحيم: هيلسيكر (فلم)
باعث الجحيم: هيلسيكر (بالإنجليزية: Hellraiser: Hellseeker) هو فيلم رعب تم إنتاجه في الولايات المتحدة وصدر سنة 2002 بطولة دوغ برادلي وهو الجزء السادس من سلسلة أفلام الرعب «باعث الجحيم».

## القصة
يحاول رجل أعمال جمع تفاصيل عن حادث المرور الذي أودى بحياة زوجته لكنه لا يعلم أنه على وشك الوصول لأمور مرعبة جدا.

## الميزانية والإيرادات
كلف الفيلم قرابة 3 ملايين دولار.

## وصلات خارجية
مقالات تستعمل روابط فنية بلا صلة مع ويكي بيانات